# Тре (Во)
Тре (фр. Trey) — громада  в Швейцарії в кантоні Во, округ Бруа-Вюлі.

## Географія
Громада розташована на відстані близько 45 км на південний захід від Берна, 35 км на північний схід від Лозанни.
Тре має площу 3,8 км², з яких на 9,5% дозволяється будівництво (житлове та будівництво доріг), 71,4% використовуються в сільськогосподарських цілях, 17,8% зайнято лісами, 1,3% не є продуктивними (річки, льодовики або гори).

## Демографія
2019 року в громаді мешкало 285 осіб (+10% порівняно з 2010 роком), іноземців було 10,9%. Густота населення становила 75 осіб/км².
За віковим діапазоном населення розподілялося таким чином: 27% — особи молодші 20 років, 58,2% — особи у віці 20—64 років, 14,7% — особи у віці 65 років та старші. Було 105 помешкань (у середньому 2,7 особи в помешканні).
Із загальної кількості 80 працюючих 58 було зайнятих в первинному секторі, 9 — в обробній промисловості, 13 — в галузі послуг.